# Thung lũng Kadisha

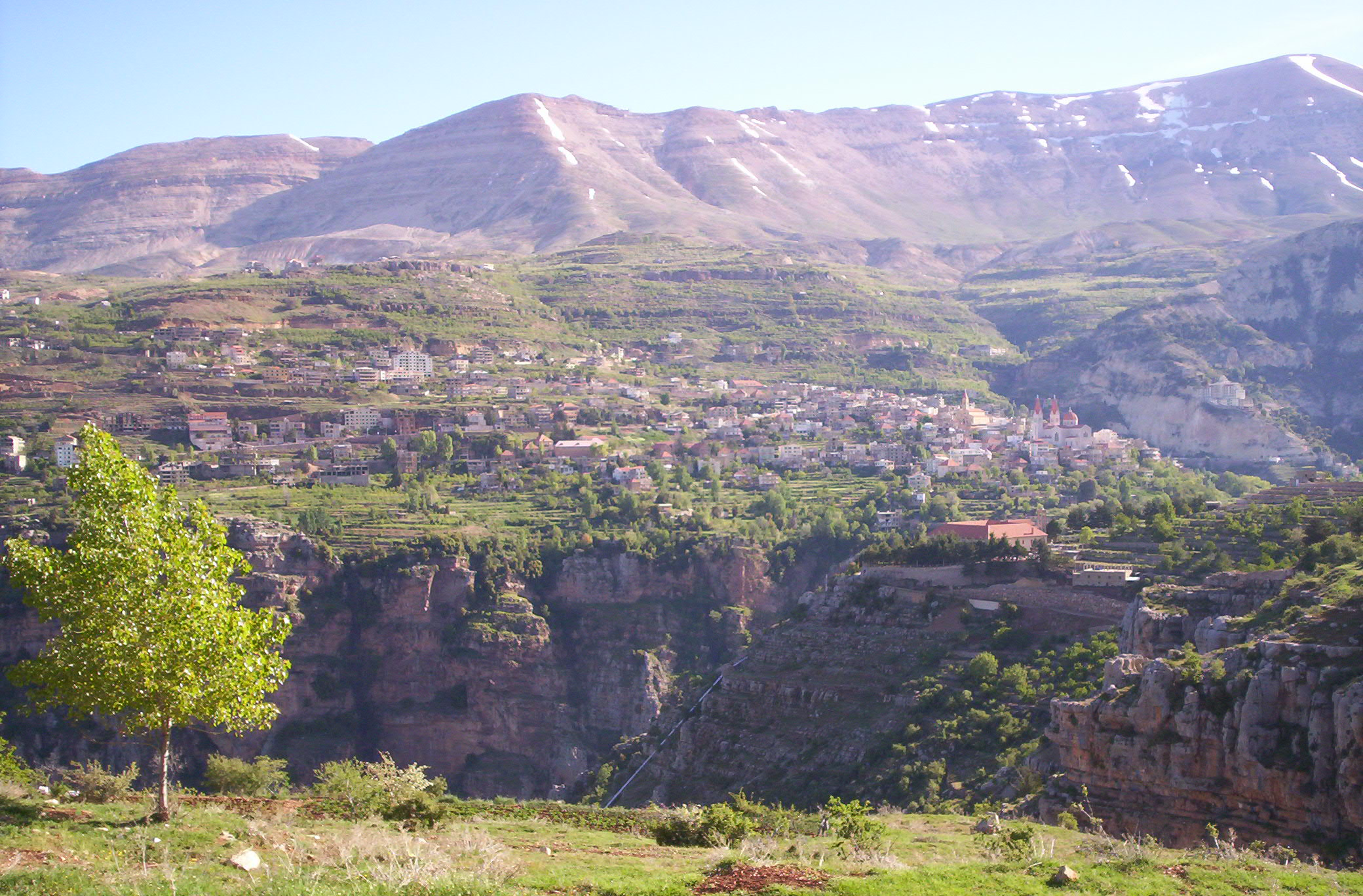
Bsharri.

Thung lũng Kadisha (tiếng Ả Rập: وادي قاديشا), La Mã hóa là Thung lũng Qadisha còn được gọi là Hẻm núi Kadisha, Wadi Kadisha (tiếng Pháp: Ouadi Qadisha) là một hẻm núi nằm ở huyện Bsharri, tỉnh Bắc, Liban. Thung lũng được hình thành bởi sông Kadisha còn được gọi là Nahr Abu Ali. đổ ra Tripoli. Kadisha trong tiếng Aram có nghĩa là Thánh nên nó đôi khi còn được gọi là Thung lũng Thánh. Tại đây có một cộng đồng các tu viện Kitô giáo được che chở trong nhiều thế kỷ. Thung lũng nằm dưới chân núi Al-Makmal ở phía bắc Liban.
Năm 1998, thung lũng cùng với Rừng tuyết tùng của Chúa đã được UNESCO công nhận là Di sản thế giới. Việc định cư mở rộng, xây dựng trái phép và hoạt động bảo tồn không nhất quán dẫn đến việc tính toàn vẹn của thung lũng đang có nguy cơ bị phá vỡ. Mặc dù nó chưa bị liệt vào danh sách di sản thế giới bị đe dọa, nhưng tổ chức này đã đưa ra những cảnh báo và nếu tiếp tục vi phạm, nó có thể sẽ sớm bị đưa vào danh sách đe dọa.

## Địa lý
Con sông thánh Nahr Qadisha chảy qua thung lũng dài 35 km từ thượng nguồn tại một hang động nhỏ bên dưới Rừng tuyết tùng của Chúa. Các cạnh của Thung lũng là vách đá dốc đứng có nhiều các hang động ở độ cao trên 1.000 mét, và thường rất khó để tiếp cận. Phần đẹp nhất của thung lũng trải dài khoảng 20 km giữa Bsharri, quê hương của Kahlil Gibran và Tourza.
Thung lũng Kadisha nằm gần Rừng tuyết tùng của Chúa, là nơi sống sót còn lại của khu rừng Tuyết tùng Liban từ thời cổ đại, là loại vật liệu xây dựng được đánh giá cao nhất trong thế giới cổ đại. Khu rừng được cho là có 375 cây tuyết tùng, trong đó có hai cây được tuyên bố là trên 3.000 năm tuổi, 10 cây trên 1.000 năm, phần còn lại có ít nhất cũng hàng thế kỷ trước. Tuyết tùng Liban được mô tả trong các tác phẩm thực vật học cổ xưa là một trong số những loài cây lâu đời nhất thế giới. Nó được người Do Thái ngưỡng mộ và mang nó đến vùng đất của họ sử dụng để xây dựng Đền thờ Thứ nhất và Thứ hai tại Jerusalem. Lịch sử ghi lại rằng, rừng tuyết tùng nổi tiếng bắt đầu mất dần vào thời kỳ Justinianus I, thế kỷ thứ 6 TCN.

## Lịch sử
Thung lũng là nơi có nhiều hang động tự nhiên được sử dụng là nơi trú ẩn và chôn cất cho đến tận thời đại đồ đá cũ. Điển hình như hang động Aassi Hauqqa gần Hawqa đã có nhiều di vật khảo cổ thời kỳ đồ đá, La Mã và Trung Cổ.
Từ những thế kỷ đầu của Kitô giáo, Thung lũng Thánh đã phục vụ như một nơi trú ẩn cho những ẩn sĩ. Các nhà sử học tin rằng Thung lũng Kadisha đã có những cộng đồng tu viện liên tục kể từ những năm đầu tiên của Kitô giáo. Ngoài ra nó cũng là điểm đến cho các nhà huyền môn Hồi giáo, hoặc Sufis, những người cũng đến đây để thiền định và muốn có sự riêng biệt.
Các cộng đồng Kitô hữu ban đầu chạy trốn cuộc đàn áp đã tìm nơi đến những nơi ẩn náu ở Kadisha. Trong đó có nhiều nhóm của Jacobites, Melkite, Nestorians, Armenian và thậm chí cả Ethiopia. Tuy nhiên, nhóm Maronite lại là cộng đồng chiếm ưu thế trong thung lũng. Từ cuối thế kỷ thứ 7, người Maronite chạy trốn đến thung lũng từ khu định cư ban đầu của họ ở Levante. Vào thời điểm đó, họ sợ bị những người Jacobites khủng bố, những người không phải là người Chalcedonian, và là những người đã bức hại Maronite của Chalcedonian, và cả trước các cuộc tấn công của người Hồi giáo. Khu định cư Maronite được gia cố vào thế kỷ thứ 10 sau sự tàn phá của Tu viện Thánh Maron. Các tu sĩ Maronite đã thành lập trung tâm tôn giáo mới của họ tại Qannubin nằm ở trung tâm của thung lũng, và các tu viện nhanh chóng lan rộng tại khắp những ngọn đồi xung quanh. Việc định cư sớm của những người Maronite trong thung lũng là sự kết hợp cả cộng đồng và các ẩn sĩ.